# Commanderie de Gonesse
La commanderie de Gonesse fait partie du prieuré hospitalier du Temple du grand prieuré de France.

## Les origines
On retrouve l'origine du domaine templiers dans un acte de 1284 dans lequel Pétronille Du Change donne aux Templiers un petit domaine en échange, sa vie durant, de la moitié des récoltes du domaine,.
Les terres et seigneurie de Stains, village près de Gonesse, avait été cédée, en janvier 1239, à la commanderie de Gonesse par Gervais de Chaumont, avec le contentement de Guillaume de Flaucourt, pour le prix de 12 livres parisis,.

## La commanderie
En 1448, la maison de la commanderie de Gonesse tombe en ruines. Le prieur la donne à Nicole Saint-Homme, un frère de l'Ordre, sa vie durant en échange de 32 sols par an. Il a aussi la charge de restaurer la bâtisse. Mais en 1465, frère Nicole obtient du prieur l'exemption de sa redevance au prétexte que la guerre avec les Bourguignons avait eu pour conséquence la destruction des récoltes. Apparemment la commanderie ne fut pas reconstruite car « où soloit jadis avoir une maison appelée le temple de Gonesse ».

## Possession
La commanderie de Gonnesse possédait un membre en la qualité du fief de Stains. En 1239, ce fief avait été cédé par Gervais de Chaumont pour 12 livres parisis,.

## Sources
- Eugène Mannier, Les commanderies du grand prieuré de France d'après les documents inédits conservés aux archives nationales à Paris, Paris, 1872 (lire en ligne)